# Vidar Höjer
Carl Vidar Sanne Höjer, född 6 augusti 1909 i Östersund, död 4 januari 1998, var en svensk arkitekt.
Höjer, som var son till arbetschefen vid Statens Järnvägar Carl Höjer och Wendla Sanne, avlade studentexamen vid högre latinläroverket i Göteborg 1928 och på reallinjen 1930. Han studerade vid Artilleriofficeraspirantskolan 1929–1930, vid Chalmers tekniska institut 1932–1933 och vid Kungliga Tekniska högskolan 1933–1937. Han bedrev egen arkitekt- och byggnadsverksamhet i Stockholm från 1937 och var löjtnant i Göta artilleriregementes reserv från samma år. 
Höjer ritade bland annat bostads- och kontorsfastigheter, restaurang- och biografinredningar samt utförde nybyggnader i olika stadsdelar i Stockholm. Han var medintressent och styrelseledamot i Svensk Presservice & Reklamekonomi AB 1944, chef för bolagets konstindustriella avdelning och ledare för dess kontorsekonomiska ombyggnadsarbeten. Han var en av initiativtagarna till Språktekniska Institutet i Stockholm, en samarbetsorganisation för utlandsutbyte, exportpropaganda och efterkrigsplanering. Höjer är begravd på Östra kyrkogården i Göteborg.